# Utopía (canción)

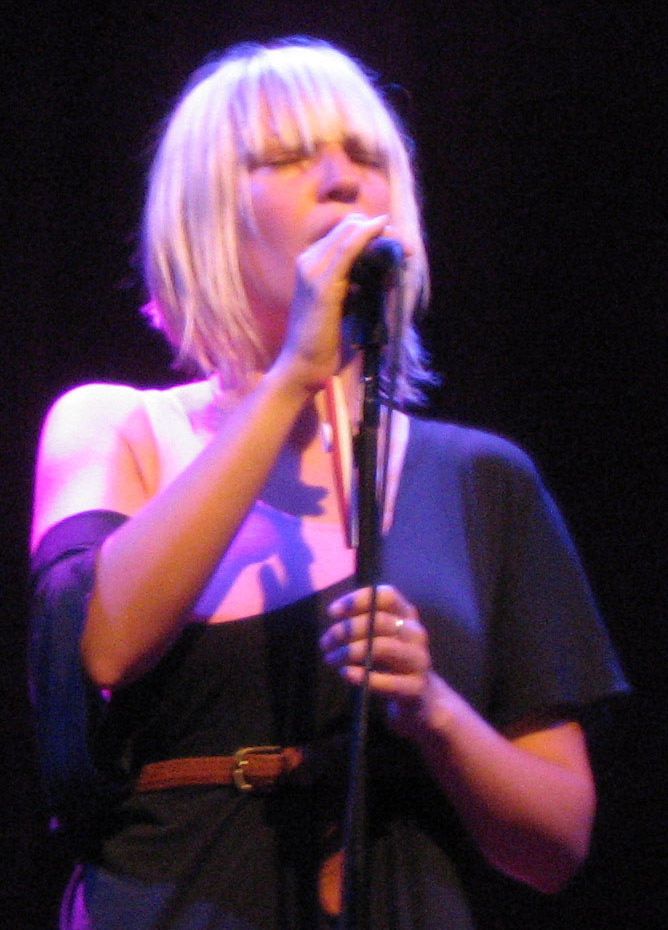
Sia, intérprete original.

"Utopía" es una canción de la cantante y actriz española Belinda. Es el primer track de su segundo álbum de estudio que tiene el mismo título, así como en las reediciones Utopía 2, Utopía (Edición Especial Europea) y Utopía (Edición Especial Italiana).
Utopía es una adaptación de la canción The Corner de la cantante australiana Sia, que nunca fue lanzada por dicha cantante. 
En la adaptación participaron Belinda, Nacho Peregrín (padre de la cantante), Greg Kurstin y fue producida por este último.